# Laura Weightman
Laura Elizabeth Weightman (Alnwick, 1 de julio de 1991) es una deportista británica que compite en atletismo, especialista en las carreras de mediofondo.
Ganó dos medallas de bronce en el Campeonato Europeo de Atletismo, en los años 2014 y 2018.
Participó en dos Juegos Olímpicos de Verano, en los años 2012 y 2016, ocupando el séptimo lugar en Londres 2012, en la prueba de 1500 m.

## Palmarés internacional
| Campeonato Europeo | Campeonato Europeo | Campeonato Europeo | Campeonato Europeo |
| Año                | Lugar              | Medalla            | Prueba             |
| ------------------ | ------------------ | ------------------ | ------------------ |
| 2014               | Zúrich (Suiza)     | Medalla de bronce  | 1500 m             |
| 2018               | Berlín (Alemania)  | Medalla de bronce  | 1500 m             |